# 張全昌
張 全昌（ちょう ぜんしょう、生没年不詳）は、明末の軍人。本貫は楡林衛。

## 生涯
張承廕の子として生まれた。蔭官により任官し、官を歴任して霊州参将となった。1631年（崇禎4年）、同官の趙大胤とともに農民反乱軍の点灯子を中部で攻撃した。まもなく郃陽・韓城で連戦して、戦功が多かった。巡撫の練国事は二将に副将の位を加えるよう要請した。趙大胤は耀州・富平の間に駐屯し、西路で反乱軍を押さえ、全昌は郃陽・韓城の間に駐屯し、東路で反乱軍を押さえた。1632年（崇禎5年）7月、兄の張応昌に代わって定辺副総兵となった。曹文詔が隴州・平涼県・鳳県の境で反乱軍を追うと、全昌は騎兵1000人を率いてこれに応じ、反乱軍を殲滅した。
1633年（崇禎6年）5月、全昌は署都督僉事に抜擢され、宣府総兵官となった。張応昌がちょうど山西総兵官として駐屯しており、兄弟は境を接した地で大軍を率いる地位となっていた。1634年（崇禎7年）7月、後金の兵が西征してチャハルを討ち、軍を返して明の北辺に侵入した。後金軍が龍門・新城・赤城を攻囲し、保安州を攻め落とし、鎮城に迫ったので、全昌は籠城して固く守った。ほどなく後金軍が西進すると、全昌は応州に兵を進めた。崇禎帝は全昌の軍が孤軍であったため、呉襄と尤世威に命じて応援させようとしたが、呉襄らは応じなかった。全昌は渾源までいたり、勝利を報告して、軍を葛峪・羊房口に返した。8月、後金軍が再び明の北辺に侵入した。閏8月4日、万全右衛を攻め落とされ、他の城堡の多くも失陥した。戒厳が解かれ、兄の張応昌が罪のために解職されると、全昌はその軍をあわせて率いるよう命じられた。文臣の張宗衡らが糾弾を重んじて処罰しても、武臣が罪をやすやすと許すのは、非法であると兵科の常自裕が言上した。このため全昌と曹文詔はそろって兵卒として辺境防衛につかされた。山西巡撫の呉甡の請願により、全昌と曹文詔は援勦総兵官となるよう命じられ、猛如虎らとともに高加計を撃破した。
1635年（崇禎8年）春、全昌は洪承疇と汝寧で合流し、汝州の反乱軍を撃破した。まもなく西方の関中に入り、祖大弼とともに涇陽で反乱軍を破った。ほどなく醴泉で反乱軍を破った。5月、賀人龍とともに老回回を秦王嶺で破った。まもなく鳳翔の包囲を破り、反乱軍を秦州に敗走させ、張家川でこれを破った。ほどなく都司の田応龍と張応龍が戦死し、艾万年と曹文詔が相次いで戦没し、明軍の勢力は衰え、反乱軍は大挙して西安に入ろうとした。全昌は洪承疇の命を受けて曹変蛟とともに先に渭南の華州に赴き、反乱軍の前を阻み、洪承疇も自ら軍を率いてその後詰めとなった。反乱軍は紅郷溝で撃退され、そのまま南方の商州雒南に入った。全昌は洪承疇の命を受けて趙光遠とともに兵3000を率いて潼関大峪口を遮断した。部下の兵士がやかましく騒ぎ立て、滎沢に乱入し、倉庫を荒らし人を殺した。河南巡撫の玄黙が盧氏の救援を求めたが、聞き入れなかった。趙光遠は勝手に関中に帰り、全昌は迷走して潁州にいたった。9月壬戌、全昌は反乱軍の蝎子塊を沈丘瓦店に追撃して、戦い敗れて捕らえられた。反乱軍は全昌の身柄を連行したまま、蘄州や黄州を攻撃した。全昌は反乱軍に官軍の説得を求められた。総理の盧象昇は全昌の説得を受け入れず、軍を失って国を辱めたとして全昌を責めた。盧象昇は全昌を殺すよう求めたが、反乱軍は聞き入れなかった。長らくを経て、全昌は脱走して帰順し、盧象昇と面会して和解した。盧象昇の命を受けて山西・陝西で募兵した。ほどなく朝廷に推薦され、軍で功績を立てて前過を償おうとしたが、崇禎帝は許さなかった。1637年（崇禎10年）4月、楊嗣昌の弾劾により逮捕されて法司に付され、辺境防衛の一兵卒に落とされた。
その後の全昌については不明な点が多いが、1644年（崇禎17年）4月に済南総兵の全昌が広東の糧食費20万金を着服した記事が見える。